# NGC 674
NGC 674 je galaksija u zviježđu Ovan.

## Vanjske poveznice
- SEDS: NGC 0674